# Giorgio Giorgerini
Giorgio Giorgerini (Castelnuovo di Garfagnana, 31 maggio 1931 – Milano, 27 agosto 2020) è stato un giornalista, scrittore e storico italiano, autore di numerosi libri di storia e politica navale, curatore di Storia della Marina 1805-2000 edita in 11 volumi da Fabbri editore nel 1978, e insieme ad Augusto Nani, delle serie biennale, edita dall'Istituto idrografico della Marina, dei volumi Almanacco navale, una rassegna tecnico–operativa di tutte le Marine del mondo, pubblicata dal 1962 al 2010 in 24 volumi.

## Biografia
Nacque a Castelnuovo di Garfagnana (provincia di Lucca) il 31 maggio 1931. Ancora studente liceale, iniziò a scrivere articoli per il periodico Mare della Lega navale italiana e, dall'aprile 1949, iniziò la collaborazione con Il Tirreno che pubblicò, quale suo primo intervento, un articolo intitolato "L'impiego delle portaerei e la Marina Italiana", le cui conclusioni evidenziavano la necessità per la nuova Marina di disporre di un'Aviazione Navale e di navi portaerei. L'attività giornalistica proseguì con interventi sul quotidiano Nazione Sera di Firenze e, dal 1957, sulla nuova rivista Le Vie del Mare. Laureatosi in scienze politiche ed economiche presso l'Università degli Studi di Genova dove per un biennio è stato assistente alla cattedra di Storia delle Dottrine Politiche, lavorò come dirigente industriale, prima a Genova in Shell, poi a Milano in Faema e Nestlé. Fu docente e conferenziere di strategia e dottrine navali presso l'Università degli Studi di Milano e quella di Genova, all'Istituto alti studi per la difesa (I/CASD), all'Istituto di studi militari marittimi (ex IGM) che nel 1991 gli conferì il Distintivo d'Onore per i suoi trent'anni d'insegnamento di scienza dell'organizzazione e di strategia marittima, all'Istituto superiore di stato maggiore interforze (ISSMI), all'Istituto Diplomatico, collaboratore del CEMISS (Centro militare di studi strategici) quale analista e direttore di ricerca. Ha ricoperto incarichi in seno a organizzazioni internazionali per la difesa e la sicurezza (ONU, NATO, UE, 5 + 5 Mediterranean Conference). In qualità di esperto in strategia e politica della difesa e della sicurezza gli sono stati assegnati incarichi  nella NATO e nell'ONU. In sede di Comitato NATO per la Pianificazione delle forze, nel 1991 è stato relatore per la ristrutturazione delle forze navali NATO.
Ufficiale delle riserva della Marina Militare Italiana con il grado di primo tenente di vascello, già nel 1955 fu chiamato dall'ammiraglio Giuseppe Fioravanzo a collaborare alla Rivista marittima, dal 1960 fu poi collaboratore dell'Ufficio Storico della Marina Militare, e poi della rivista Storia Militare fin dalla sua fondazione, nel 1993. Autore di numerose pubblicazioni di storia e politica navale, tra cui Storia della Marina 1805-2000 edita in 10 volumi da Fabbri editore nel 1978, e la serie biennale, edita dall'Istituto idrografico della Marina, dei volumi Almanacco navale con Augusto Nani, una rassegna tecnico–operativa di tutte le Marine del mondo, pubblicata dal 1962 al 2010, 50 anni e 24 volumi. Presidente dell'Unione nazionale dei giornalisti e scrittori del mare (UGIM), fu insignito di due premi letterari, Una vita dedicata al mare nel 2000 da parte dell'Ordine Militare dei Cavalieri di Santo Stefano e dell'Università di Pisa; e il secondo nel 2007 con il premio San Remo, datogli in riconoscimento del suo contributo, durato circa 60 anni, alla diffusione della cultura navale. Nel 2015 è stato insignito della Medaglia d'argento al merito di marina per il contributo dato agli studi navali e al sostegno dato alla Forza Armata. Nel 2019 l'Associazione nazionale marinai d'Italia gli ha conferito il titolo di Comandante. Si è spento a Milano il 27 agosto 2020.

## Pubblicazioni
- Gli incrociatori italiani 1861-1964, con Augusto Nani,  Ufficio Storico della Marina Militare, Roma, 1964.
- Le navi di linea italiane, con Augusto Nani,  Ufficio Storico della Marina Militare, Roma, 1966.
- Almanacco navale: 1966-67, Rivista Marittima, Roma, 1967.
- Gli incrociatori della seconda guerra mondiale, Ermanno Albertelli Editore, Parma, 1974.
- Le navi da battaglia della seconda guerra mondiale, Ermanno Albertelli Editore, Parma, 1974.
- Navi da guerra, con Erminio Bagnasco, Bramante, Milano, 1974.
- Navi d'oggi: i mezzi per l'esercizio del potere marittimo nell'era nucleare!, Delta Editrice, Parma, 1975.
- La battaglia dei convogli in Mediterraneo, Ugo Mursia Editore, Milano, 1977.
- Almanacco storico delle navi militari d'Italia 1861-1975, con Augusto Nani,  Ufficio Storico della Marina Militare, Roma, 1978.
- Le grandi battaglie navali: da Trafalgar a Okinawa, 1805-1945, Fabbri Editore, Milano, 1981.
- Aerei sul Mare, Delta Editrice, Parma, 1985.
- Cenni di storia e politica navale russa, Rivista Marittima, Roma, 1986.
- Da Matapan al Golfo Persico. La Marina militare italiana dal fascismo alla Repubblica, Collezione Le Scie, A. Mondadori, Milano, 1989.
- Le grandi corazzate, Touring Periodici, Milano, 1991.
- Il pensiero navale italiano dal dopoguerra ad oggi, Volume 1 (Il potere marittimo e la strategia), con Riccardo Nassigh, Ufficio Storico della Marina Militare, Roma, 1997.
- Il pensiero navale italiano dal dopoguerra ad oggi, Volume 2 (L'esercizio e i mezzi del potere marittimo), con Riccardo Nassigh, Ufficio Storico della Marina Militare, Roma, 1997.
- Il XXI secolo, con Carlo Maria Santoro, Artistic & Publishing Company, Gaeta, 2001.
- Uomini sul fondo. Storia del sommergibilismo italiano dalle origini ad oggi, A. Mondadori, Milano, 2002.
- La guerra italiana sul mare: la Marina tra vittoria e sconfitta, 1940-1943, A. Mondadori, Milano, 2002.
- Sicurezza internazionale e potere marittimo negli scenari multipolari, con Michele Cosentino e Giuseppe Gagliano, Edizioni New Press, Cermenate, 2004.
- Potere marittimo e Unione Europea, Rivista Marittima, Roma, 2005.
- Attacco dal mare: storia dei mezzi d'assalto della Marina italiana, A. Mondadori, Milano, 2007.
- Principessa Mafalda Titanic italiano: il più grave disastro passeggeri italiano: le verità nascoste dal 1927 a oggi sul naufragio del Principessa Mafalda, con Luciano Garibaldi e Enrica Magnani Bosio, De Agostini, Novara, 2010.
- Il mio spazio è il mondo. Storia della guerra corsara dalle origini al conflitto mondiale, A. Mondadori, Milano, 2012.
- Conversando di strategia navale e di potere marittimo, Aracne, Roma, 2017.